# Baron of Renfrew
Baron of Renfrew – kanadyjski czteromasztowy żaglowiec o drewnianym kadłubie, jeden z największych statków zbudowanych z drewna, „jednorazowy statek”.
Bark został zbudowany w 1825 przez Charlesa Wooda, Anse du Fort, Quebec w celu transportu drewna z Nowego Świata do Europy metodą „jednorazowego statku”. Ta sama firma zbudowała podobny jednorazowy bark „Columbus” rok wcześniej.
Ogromny statek miał całkowitą długość 92,65 metra (wliczając bukszpryt i wysięgnik — 110,8 metra), szerokość 18,59 metra i wysokość 10,36 metra. Był to czteromasztowy bark z masztami kwadratowymi: trzy żagle kwadratowe i trójmasztowy żagiel na maszcie bezanowym.
23 sierpnia 1825 roku pod dowództwem kapitana Matthew Walkera statek opuścił Quebec z załogą składającą się z 25 ludzi i skierował się do Londynu z ładunkiem 9000 ton drewna.
24 października 1825 zakończył pierwszą i jedyną podróż z Quebec w Kanadzie do Wielkiej Brytanii, gdzie nasiąknięty wodą wysztrandował w 3 częściach w pobliżu Calais.